# Груман, Джесси Ной
Джесси Ной Груман (англ. Jesse Noah Gruman, родился 29 августа 2005, Канада) — канадский актёр, наиболее известен по роли молодого Эйба в фильме «Юный детектив».

## Ранние годы
Джесси родился в городе Монреаль, провинция Квебек, Канада. С трех лет играет на скрипке, с пяти лет занимается танцами.

## Карьера
Джесси начал свою профессиональную деятельность в 2017 году, исполнив главную роль в мировой премьере мюзикла «The Hockey Sweater: A Musical». В 2018 году он был номинирован на премию META, а также выиграл премию BroadwayWorld. Также в 2018 году Джесси сыграл роль молодого Гарольда в сериале от Netflix «Академия Амбрелла».
В 2019 году Джесси сыграл роль Зигмунда Рапопорта в фильме «Песня имён», а в 2020 году сыграл в фильме «Юный детектив».

## Фильмография
| Год  | Заголовок                  | Роль             | Примечания                     |
| ---- | -------------------------- | ---------------- | ------------------------------ |
| 2019 | Песня Имён                 | Зигмунт Рапопорт |                                |
| 2020 | Детектив-ребёнок           | Молодой Эйб      | Совместная роль с Адамом Броди |
| 2022 | Слепая ива, спящая женщина | Джунпей          |                                |

## Телевидение
| Год  | Заголовок         | Роль                     |
| ---- | ----------------- | ------------------------ |
| 2019 | Академия Амбрелла | Молодой Гарольд Дженкинс |

## Награды и номинации
| Год  | Ассоциация                             | Категория                     | Работа                        | Результат   |
| ---- | -------------------------------------- | ----------------------------- | ----------------------------- | ----------- |
| 2018 | Montreal English Theatre Awards (META) | Выдающийся ведущий актёр      | The Hockey Sweater: A Musical | Номинирован |
| 2019 | Премия BroadwayWorld Montreal Awards   | Лучший ведущий актёр (мюзикл) | The Hockey Sweater: A Musical | Выиграл     |